# Franz Kahler
Franz Kahler (* 23. Juni 1900 in Karolinenthal bei Prag; † 6. August 1995 in Sankt Veit an der Glan) war ein österreichischer Geologe.

## Leben
Kahler war der Sohn des späteren Generalmajors Franz Kahler und ging nach der Stationierung seines Vaters in verschiedenen Teilen Österreich-Ungarns zur Schule. 1917 machte er in Klagenfurt das Abitur, besuchte dann eine Handelsschule in Klagenfurt und war 1920 bis 1939 Bankbeamter beim Wiener Bankverein und dem Creditanstalt-Bankverein in Klagenfurt. Daneben interessierte er sich für Paläontologie, arbeitete ab 1923 ehrenamtlich am Landesmuseum Kärnten und begann, nachdem er Kontakte zum Geologie-Professor in Graz, Franz Heritsch, geknüpft hatte, mit dessen Unterstützung ein Studium der Geologie, Paläontologie und Mineralogie in Graz.
1939 wurde er Geologe beim Bau der Reichsautobahn Villach und später war er als leitender Geologe für die Organisation Todt beim Eisenbahnbau in Nord-Norwegen. 1944 habilitierte er sich in Graz (Geologie des Loiblpasstunnels).
Nach dem Zweiten Weltkrieg war er kurze Zeit wieder Bankangestellter und ab 1949 Kustos für Geologie und Mineralogie im Kärntner Landesmuseum, ab 1952 als Musealoberrat. Er hatte auch eine umfangreiche Tätigkeit als beratender Geologe (zum Beispiel im Straßen- und Tunnelbau, bei Heilquellen, im Wasserbau, der Hydrogeologie und bei Stein-, Erz- und Kohlelagerstätten) und war ab 1959 in der Landesbaudirektion Kärnten, ab 1960 als Landesgeologe.
1956 wurde er Honorarprofessor für Technische Geologie an der Universität Graz, was er bis zu seiner Pensionierung 1965 blieb.
Auch danach war er wissenschaftlich aktiv. In der Mikropaläontologie widmete er sich besonders der Stratigraphie mit Hilfe von Fusiliniden (mit deren Hilfe er eine Verbindung des Karbons und Perms der Alpen zu der Russlands schlug) und er war an verschiedenen geologischen Kartierungen beteiligt (Klagenfurt, Naßfeld-Gartnerkofel Gebiet in den Karnischen Alpen, Saualm).
Er war mit der Geologin Gustava Aigner verheiratet, die mit ihm publizierte und mit der er drei Töchter hatte. 1961 wurde er wirklicher Hofrat im Landesdienst. 1951 bis 1978 war er Präsident des Naturwissenschaftlichen Vereins Kärnten.

## Ehrungen
- Ehrenmitglied und Träger der Eduard-Sueß-Gedenkmünze (1983) der Österreichischen Geologischen Gesellschaft
- Verleihung des Großen Goldenen Ehrenzeichens für Verdienste um die Republik Österreich
- Ehrenmitglied der Universität Innsbruck
- Auswärtiges Mitglied der Akademie der Wissenschaften in Bologna
- Ein von H. Meixner 1953 beschriebenes Mineral erhielt ihm zu Ehren den Namen Kahlerit
- 1965 Großes Ehrenzeichen für Verdienste um die Republik Österreich
- 1974 Ehrenkreuz für Wissenschaft und Kunst I. Klasse
- 1982 Großes Goldenes Ehrenzeichen des Landes Kärnten

## Schriften
- Tertiäre Fischreste aus dem Lavanttal. In: Der Karinthin. Folge 4: 59–60, Klagenfurt 1949.
- als Herausgeber und Mitautor: Die Natur Kärntens. Heyn, Klagenfurt 1975 (darin von Kahler Die Geologie Kärntens in Band 1).
- Die natürlichen Heilvorkommen Kärntens. Amt der Kärntner Landesregierung, Raumordnung in Kärnten, Band 10, 1978.
- Urwelt Kärntens. Eine Einführung in die Geologie des Landes. In: Carinthia II. Band 18, Klagenfurt 1955, S. 1–107 (zobodat.at [PDF]).
- Die Fusuliniden, Catalogus Fossilium Austriae. Heft II/b/1, Österreichische Akademie der Wissenschaften, 1989, S. 87–295.
- Oberkarbon und Unterkarbon der Karnischen Alpen. Ihre Biostratigraphie mit Hilfe der Fusuliniden. In: Carinthia II. Band 42, Klagenfurt 1985, S. 1–93.
- Fusuliniden aus dem Karbon und Perm der Karnischen Alpen und Karawanken. In: Carinthia II. Band 41, Klagenfurt 1983, S. 1–107.